# 抽牌扑克
抽牌撲克（Draw Poker）是一種撲克牌的變體，每位玩家會先拿到完整的底牌，之後可以通過更換或抽取的方式來改進手中的底牌。抽牌扑克不要求玩家具有很好的记忆力，只需簡單的计算就行。